# Provincia di Bataan
Bataan è una penisola ed una provincia delle Filippine nella regione di Luzon Centrale.
Il suo capoluogo è Balanga.

## Storia
Questa provincia è nota per essere stata teatro durante la seconda guerra mondiale, di una famosa battaglia che determinò l'occupazione giapponese delle Filippine nel 1942.

## Geografia fisica
Bataan è una penisola che si estende in direzione nord-sud tra il Mar Cinese Meridionale ad ovest e la baia di Manila ad est. A nord i soli confini terrestri, con Zambales ad ovest e Pampanga ad est.
La penisola di Bataan presenta due corpi montuosi al suo interno, entrambi di origine vulcanica, ideale proseguimento verso sud della catena dei Monti Zambales. Nel massiccio del nord spicca il Monte Natib (1.253 m s.l.m.), in quello a sud dei cosiddetti Monti Mariveles, il Monte Samat.

## Geografia antropica

### Suddivisioni amministrative
La provincia di Bataan comprende 1 città e 11 municipalità.

#### Città
- Balanga

#### Municipalità
- Abucay
- Bagac
- Dinalupihan
- Hermosa
- Limay
- Mariveles
- Morong
- Orani
- Orion
- Pilar
- Samal

## Economia
La provincia di Bataan vive principalmente di agricoltura (riso, mais, legumi, ortaggi, frutta), di pesca (molto sviluppata l'acquacoltura anche nelle acque interne) e dello sfruttamento delle foreste.
È però anche una delle province più industrializzate delle Filippine. Oltre alle industrie alimentari e del legname, vi è un importantissimo polo petrolchimico a Mariveles, con raffineria di petrolio, industrie chimiche e industria pesante.
Da segnalare anche che nel territorio di Bataan sorge l'unica centrale nucleare di tutte le Filippine. Voluta da Ferdinand Marcos in risposta alla crisi energetica dei primi anni settanta, fu completata nel 1984. Il suo costo complessivo fu di 2.300 milioni di dollari e non è mai entrata in funzione. Corazon Aquino ha poi addirittura proibito l'energia nucleare con un'apposita modifica alla Costituzione e oggi una riconversione della centrale non sembra essere una soluzione economicamente conveniente.